# الضربة الجوية السورية (حرب تشرين)
الضربة الجوية السورية في اليوم الأول من حرب تشرين هي هجوم جوي واسع شنته القوات الجوية السورية على العديد من المواقع في شمال إسرائيل في 6 أكتوبر 1973. وقد تزامن الهجوم الجوي السوري مع هجوم مصري مماثل أعقبه عبور القوات المصرية لقناة السويس وعبور القوات السورية لخط آلون. فاجئ الهجوم الجيش الإسرائيلي، الذي لم يجد الوقت المناسب لاحتوائه واعتراض الطائرات السورية. وعادت أغلب الطائرات المشاركة سالمة إلى قواعدها ولم تخسر القوات الجوية السورية سوى أربع طائرات نتيجة نيران المضادات الأرضية وصواريخ بطاريات هوك الإسرائيلية.
 كان لدي سوريا عند اندلاع حرب تشرين ما بين 275 إلى 360 طائرة أغلبها طراز ميج-21 وميج-17 وسوخوي-7. شارك منها 132 طائرة في الضربة الجوية الافتتاحية للحرب بالإضافة إلى 8 طائرات ميج-17 مقاتلات قاذفة تابعة للسرب المصري في سوريا (سرب البعث الخامس عشر) بقيادة نقيب طيار محمد فكري الجندي.
خلال هذه الضربة وحتى نهاية الحرب لم تهاجم الطائرات السورية المطارات العسكرية الإسرائيلية والتي كانت في مرماها كما لم تهاجم الجسور المُقامة على نهر الأردن والتي يُنقل عبرها الاحتياطي الإسرائيلي المدرع إلى الجولان واكتفت بمهاجمة بعض المنشآت العسكرية الإسرائيلية مما جعل تأثير هذه الضربة محدود جداً.
كانت أولى الأهداف الإسرائيلية التي قُصفت خلال الضربة الجوية السورية هي قاعدة للوحدة 8200 (وحدة 848 حينها) المسماة «أربيل» المتمركزة على قمة تل أبو الندى. وذلك في الساعة 13:50، بالتزامن مع قصف المرصد الإسرائيلي فوق جبل الشيخ.